# Martin Wohlgemuth
Martin Wohlgemuth (* 24. ledna 1965 České Budějovice) je bývalý český fotbalista, obránce. Pracuje jako učitel na ZŠ Grünwaldova v Českých Budějovicích. V letech 2015–2017 zastával post hlavního trenéra TJ Hluboká nad Vltavou (Jihočeský krajský přebor).

## Fotbalová kariéra
Hrál za SK Dynamo České Budějovice. V československé a české lize nastoupil ve 117 utkáních a dal 6 gólů.

## Ligová bilance
| Ročník                                   | Zápasy | Góly | Klub                       |
| ---------------------------------------- | ------ | ---- | -------------------------- |
| 1. československá fotbalová liga 1991/92 | 13     | 0    | SK Dynamo České Budějovice |
| 1. československá fotbalová liga 1992/93 | 8      | 0    | SK Dynamo České Budějovice |
| 1. česká fotbalová liga 1993/94          | 30     | 2    | SK Dynamo České Budějovice |
| 1. česká fotbalová liga 1994/95          | 26     | 1    | SK Dynamo České Budějovice |
| 1. česká fotbalová liga 1995/96          | 26     | 2    | SK Dynamo České Budějovice |
| 1. česká fotbalová liga 1996/97          | 11     | 1    | SK Dynamo České Budějovice |
| 1. Gambrinus liga 1997/98                | 3      | 0    | SK Dynamo České Budějovice |
| CELKEM                                   | 117    | 6    |                            |